# Конор Фергусон
Конор Фергусон (енгл. Conor Ferguson; Ларн, 11. октобар 1999) ирски је пливач чија ужа специјалност су трке леђним стилом. 

## Спортска каријера
Фергусон је дебитовао на међународној сцени као јуниор, на светском јуниорском првенству у Сингапуру 2015. године. Већ наредне године по први пут је наступио на неком од сениорских такмичења, било је то Европско првенство у Лондону, где је успео да се пласира у полуфинале трке на 100 леђно. Два месеца касније, на европском јуниорском првенству у Мађарској осваја своју прву медаљу у каријери, сребро на 100 леђно.  
Јуниорску каријеру је окончао 2017. освајањем две сребрне медаље на европском (на 50 леђно) и светском првенству (100 леђно), а између та два такмичења по први пут је наступио на сениорском првенству света у Будимпешти где је у квалификацијама трке на 200 леђно заузео укупно 21. место. 
Први запаженији успех у сениорској каријери је постигао на Играма комонвелта 2018. у Гоулд Коусту где је пливао у чак три финала, а најбољи резултат му је било пето место на 50 леђно. Исте године је учествовао и на Европском првенству у Глазгову и Светском првенству у малим базенима у Хангџоуу. 
Други наступ на светским првенствима у великим базенима је имао у корејском Квангџуу 2019  — појединачне трке на 50 леђно и 200 леђно је окончао у квалификацијама на 28, односно 33. месту, док је мешовита ирска штафета на 4×100 мешовито за коју је певао прву измену заузела тек 19. место.